# 皮欽查火山
皮欽查火山（西班牙語：Volcán Pichincha）是厄瓜多爾的活火山，位於首都基多以西，是有兩個峰頂的層狀火山。西部峰顶娃娃皮欽查（Kichwa语：Wawa Pichincha，wawa意为“孩子、小”， 西班牙语化拼写为 Guagua Pichincha）高4,784（15,696英尺），而東部峰頂路库皮欽查（Kichwa语：Ruku Pichincha，ruku意为“老人”， 西班牙语化拼写为 Rucu Pichincha）高4,698（15,413英尺）。1999年10月火山爆發，基多市鋪滿數英吋厚的火山灰。

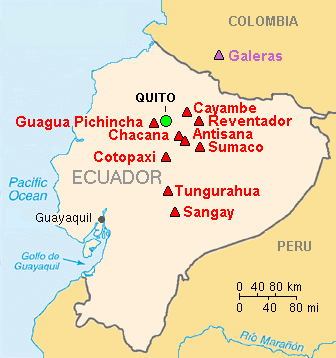
顯示皮欽查火山的地圖

## 描述
从基多城可以看到这两座山峰，两者适合攀登。 Wawa Pichincha通常从基多以外的Lloa村进入。 Ruku通常从基多西侧的缆车进入。1999年10月，火山喷发并覆盖了几英寸的灰烬。在此之前，最后一次大爆发是在1553年和1660年，当时大约30厘米的灰烬落在了城市上。
皮欽查火山所在的省份名字则来自它的名字，厄瓜多尔的许多其他省份（包括科托帕希，钦博拉索和因巴布拉）也是如此。

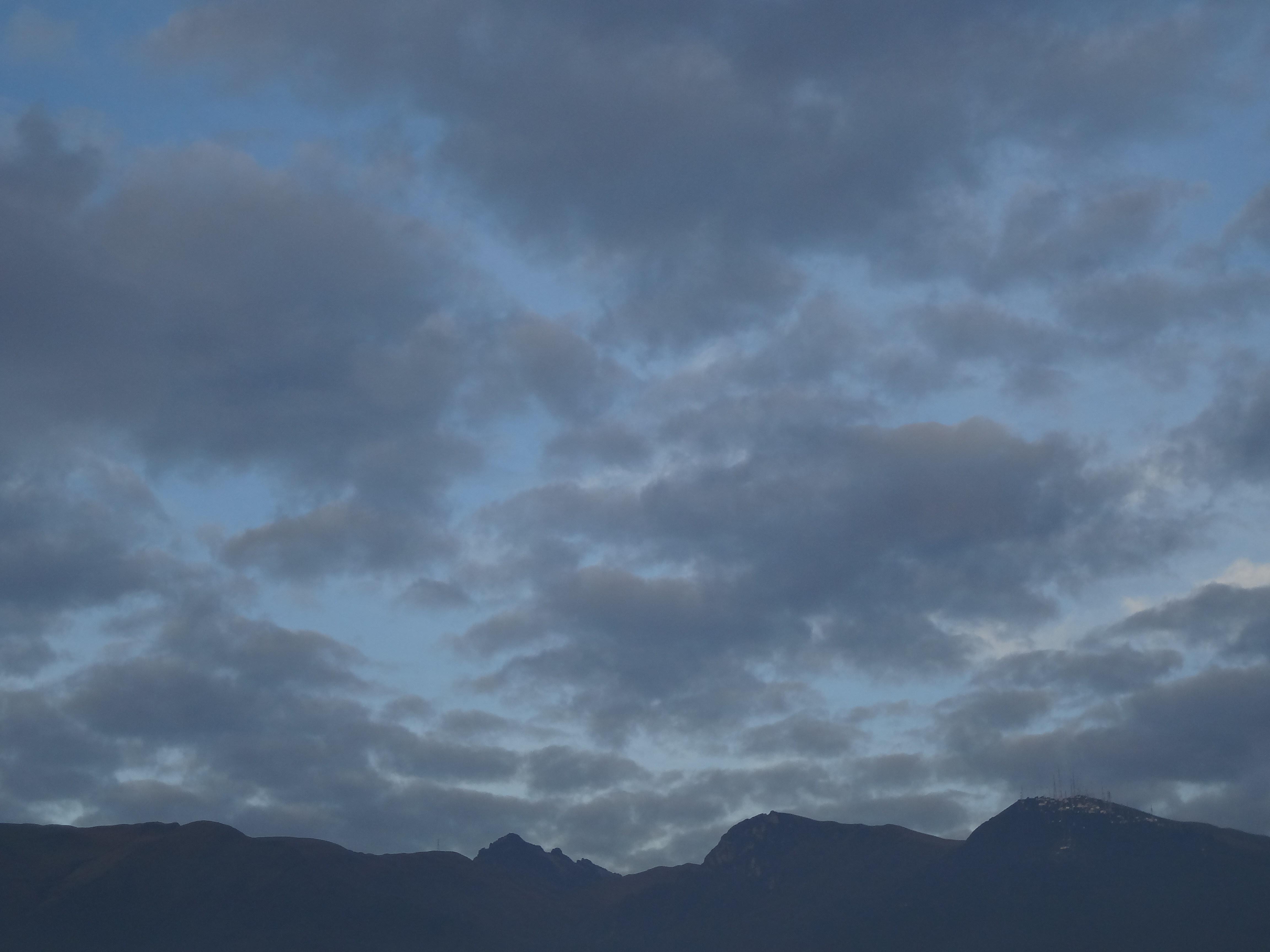
皮欽查火山

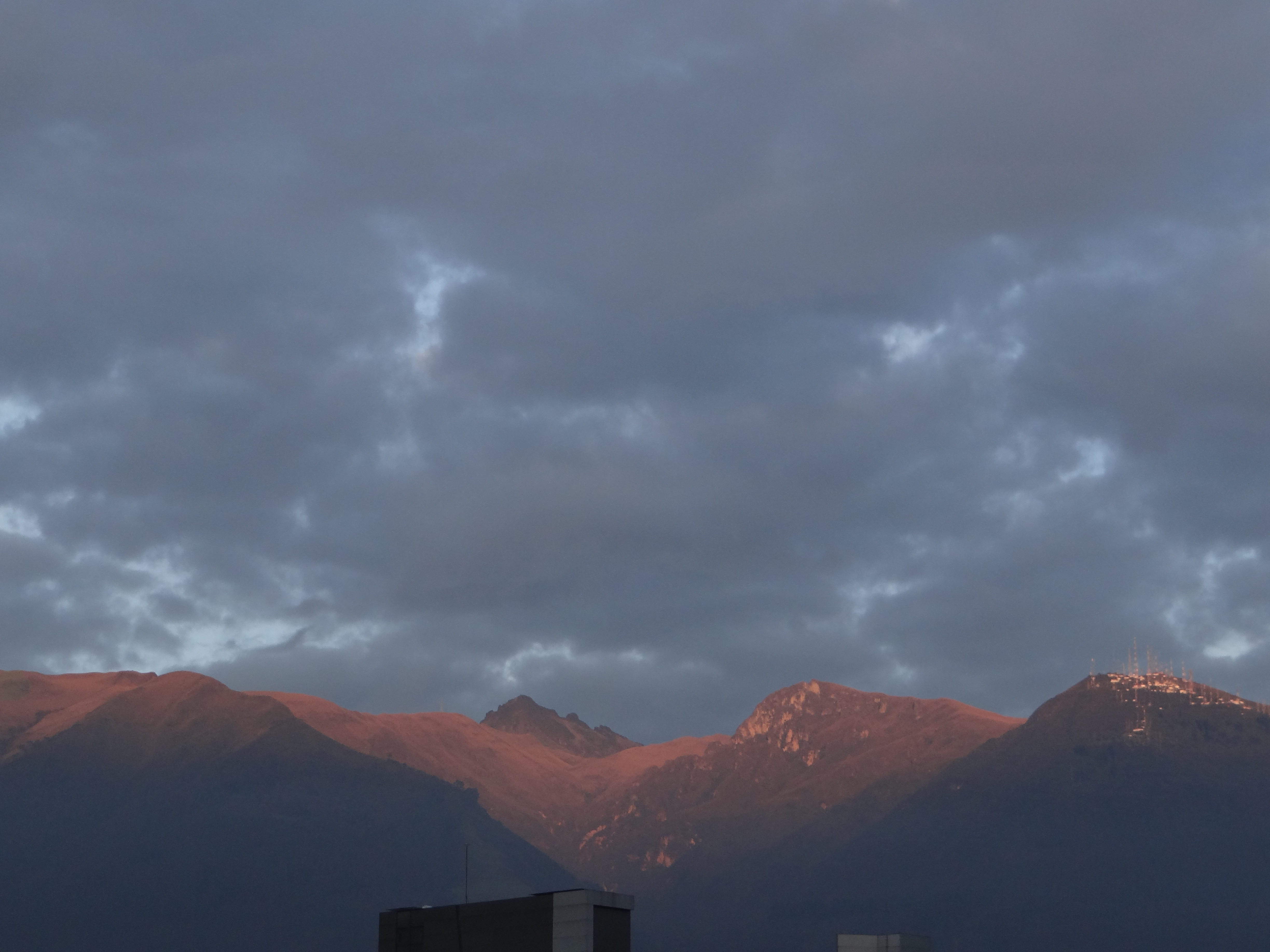
皮欽查火山

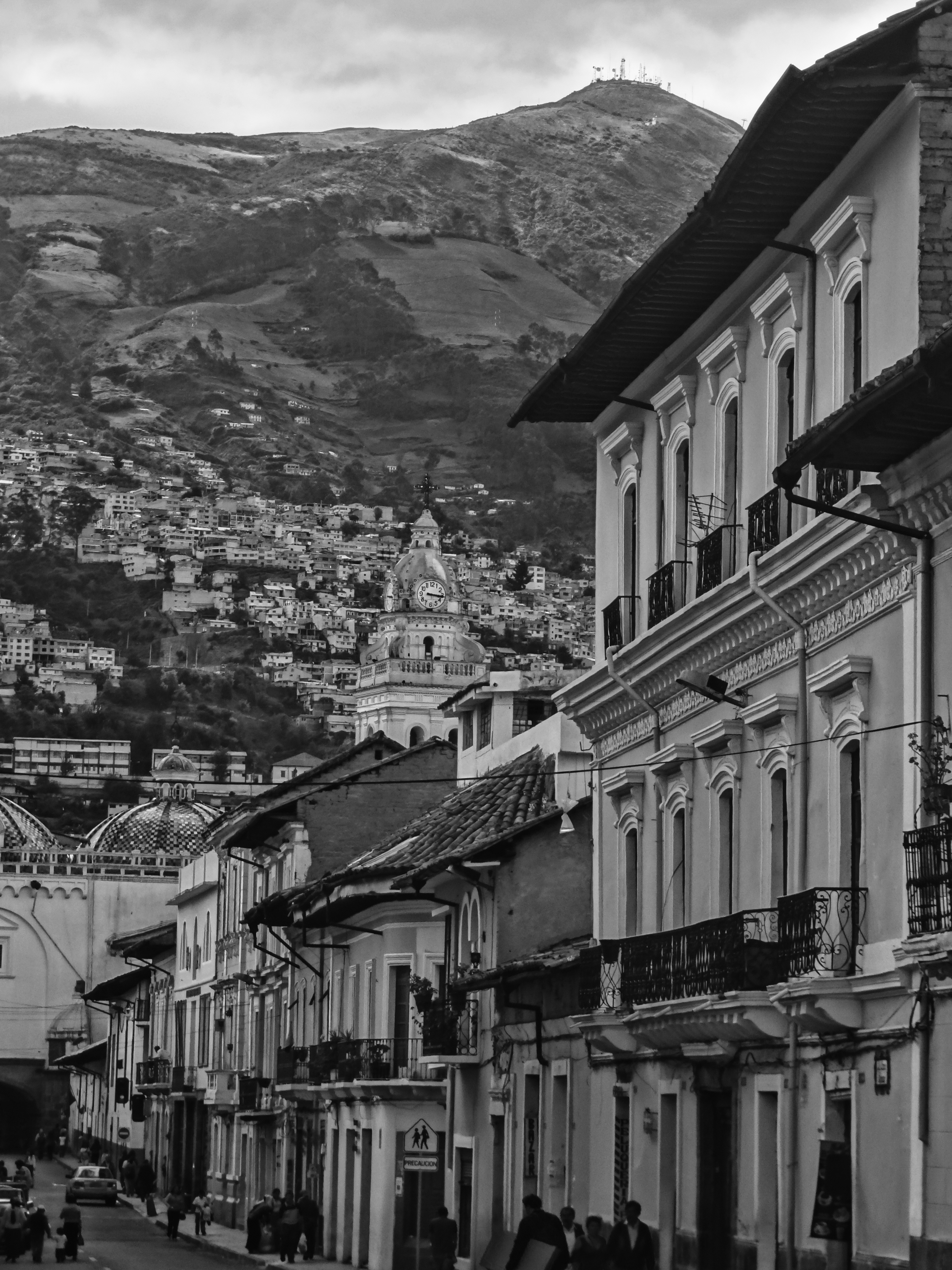
皮欽查火山

## 历史

### 火山的传说
在一个古老的流行传说中，有两个安第斯战士科托帕希（Cotopaxi）和钦博拉索（Chimborazo），他们竞争对公主通古拉瓦（Tungurahua）的爱。在这场持续了几个世纪的斗争中，战士钦博拉索获得了胜利，因此他赢得了通古拉瓦公主的爱，他们诞生了娃娃皮欽查。出于这个原因，我们相信当娃娃皮欽查活动时，通古拉瓦也会活动。

## 外部連結
- https://web.archive.org/web/20060906002849/http://www.igepn.edu.ec/vulcanologia/pichincha/pichincha.htm
- CVO Website - Ecuador Volcanoes and Volcanics （页面存档备份，存于）
- Photographs of the Andes （页面存档备份，存于）
- "Eruptions of Guagua Pichincha (1999)" NOAA Operational Significant Event Imagery